# José Roberto de Melo
José Roberto de Melo (Capetinga, 21 de janeiro de 1945) é um servidor público aposentado e político brasileiro filiado ao Republicanos, pela cidade de São Bernardo do Campo exerceu 4 mandatos de vereador, foi secretário de governo além de Vice-prefeito durante o segundo mandato de William Dib no comando do paço municipal.

## Trajetória política

### Vereador de São Bernardo do Campo (1989-2004)
Em 1988 concorreu pela primeira vez ao cargo de vereador de São Bernardo do Campo, pelo Partido dos Trabalhadores, sendo eleito com 2.446 votos, representando 0,83% dos votos válidos, ainda fora reeleito, já pelo PSB em 1992, com 3.281 votos, em 1996 com 4.407 votos e em 2000, filiado ao PPS, com 4.749 votos.
Em 1998 foi candidato a Deputado Estadual de São Paulo pelo PSB, ficando na primeira suplência do partido. No referido pleito, alcançou 8.801 votos.

### Secretário de Governo de São Bernardo do Campo (2001-2004)
Em dezembro de 2000 foi anunciado como Secretário de Governo de São Bernardo do Campo pelo prefeito reeleito e seu correligionário Maurício Soares (PPS) no lugar do vice-prefeito eleito William Dib. Cargo que assumiu em 2 de janeiro de 2001 e deixou após ser confirmado como candidato à Vice-prefeito na chapa de Dib nas eleições de 2004.

### Vice-prefeito de São Bernardo do Campo (2005-2008)
Na eleição municipal de São Bernardo do Campo em 2004 concorreu ao cargo de Vice-prefeito na chapa de William Dib, do PSB à reeleição, tendo alcançado a vitória com 295.487 votos, que representaram 76,30% dos votos válidos do município.

## Pós prefeitura
Em 2008 foi mais uma vez candidato à vereador em São Bernardo do Campo, desta vez pelo Partido Trabalhista Brasileiro, não conseguindo ser eleito, obtendo apenas 0,40% dos votos. em 2012 foi candidato novamente, mais uma vez não alcançando a vitória.

## Desempenho eleitoral
| Ano  | Eleição                            | Cargo         | Partido         | Partido | Coligação | Titular           | Votos para José Roberto | Votos para José Roberto | Votos para José Roberto | Resultado | Ref    |
| Ano  | Eleição                            | Cargo         | Partido         | Partido | Coligação | Titular           | Total                   | %                       | P.                      | Resultado | Ref    |
| ---- | ---------------------------------- | ------------- | --------------- | ------- | --- | ----------------- | ----------------------- | ----------------------- | ----------------------- | --------- | ------ |
| 1988 | Municipal de São Bernardo do Campo | Vereador      |                 | PT      | Partido Isolado | —                 | 2.446                   | 0,83%                   | 11.º                    | Eleito    | [ 12 ] |
| 1992 | Municipal de São Bernardo do Campo | Vereador      |                 | PSB     | Partido Isolado | —                 | 3.281                   | 1,02%                   | 9.º                     | Eleito    | [ 12 ] |
| 1996 | Municipal de São Bernardo do Campo | Vereador      | Partido Isolado | PSB     | 4.407 | —                 | 1,28%                   | 9.º                     | Eleito                  | [ 12 ]    |        |
| 2000 | Municipal de São Bernardo do Campo | Vereador      |                 | PPS     | PPS, PSB | —                 | 4.749                   | 1,33%                   | 13.º                    | Eleito    | [ 12 ] |
| 2004 | Municipal de São Bernardo do Campo | Vice-prefeito |                 | PSDB    | São Bernardo Cada Vez Melhor (PSB, PSDB, PP, PDT, PSL, PTN, PSC, PCB, PL, PPS, PFL, PAN, PSDC, PRTB, PHS, PMN, PTC, PV, PRP, PRONA, PTdoB) | William Dib (PSB) | 295.487                 | 76,30%                  | 1.º                     | Eleito    | [ 10 ] |